# Der eiserne Markgraf von Sausenberg-Rötteln

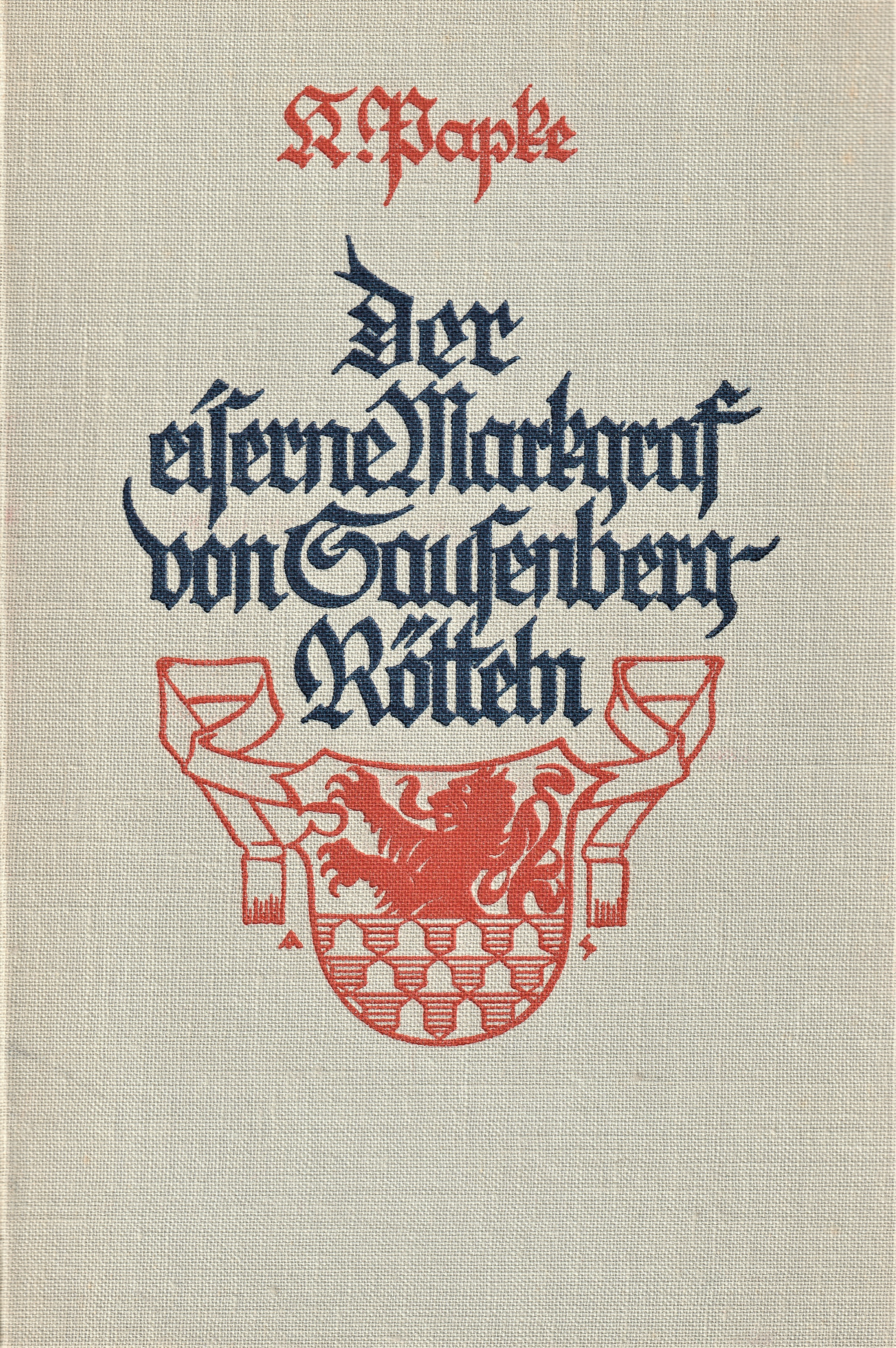
Titel der 1. (1930) und 2. Auflage (1959) des historischen Romans Der eiserne Markgraf von Sausenberg-Rötteln mit einem Derivat des Wappens der Edelfreien von Rötteln statt jenem der Markgrafen von Hachberg-Sausenberg.

Der eiserne Markgraf von Sausenberg-Rötteln ist der Titel eines 1930 veröffentlichten historischen Romans von Käthe Papke. Der Roman kann als Fortsetzung des 1910 erschienenen Werks „Die Letzten von Rötteln“ von Käthe Papke angesehen werden, obwohl einige Jahrzehnte zwischen den Handlungszeiträumen liegen.

## Entstehungsgeschichte
Käthe Papke hielt sich im Sommer mit ihren Eltern in der Pilgermission St. Chrischona auf, wo ihr Vater die Ausbildung zum Prediger erhalten hatte. Papke besuchte die Burg wieder im Sommer 1923 und im Frühjahr 1928, wobei sie sich jeweils begeistert über die seit dem Erscheinen ihres Romans Die Letzten von Rötteln erfolgten Freilegungsarbeiten und die touristische Erschließung der Ruine äußerte und darin Folgen ihres Buches sah. Bei ihrem Besuch 1928 wurde sie durch den Kontakt mit dem Vorsitzenden des „Röttelnbundes“ zu ihrem historischen Roman Der eiserne Markgraf von Sausenberg-Rötteln inspiriert und der Roman wurde von Papke daher auch „Dem Röttler-Bund zugeeignet“. Das Buch hat die Geschichte der Burg Rötteln in der Zeit von 1332 bis 1363 zum Thema hat. Mit dem „eisernen Markgrafen“ ist Markgraf Rudolf II. von Hachberg-Sausenberg gemeint, der seine Residenz auf Burg Rötteln hatte und deswegen teilweise auch Markgraf von Sausenberg-Rötteln genannt wurde.

## Handlung

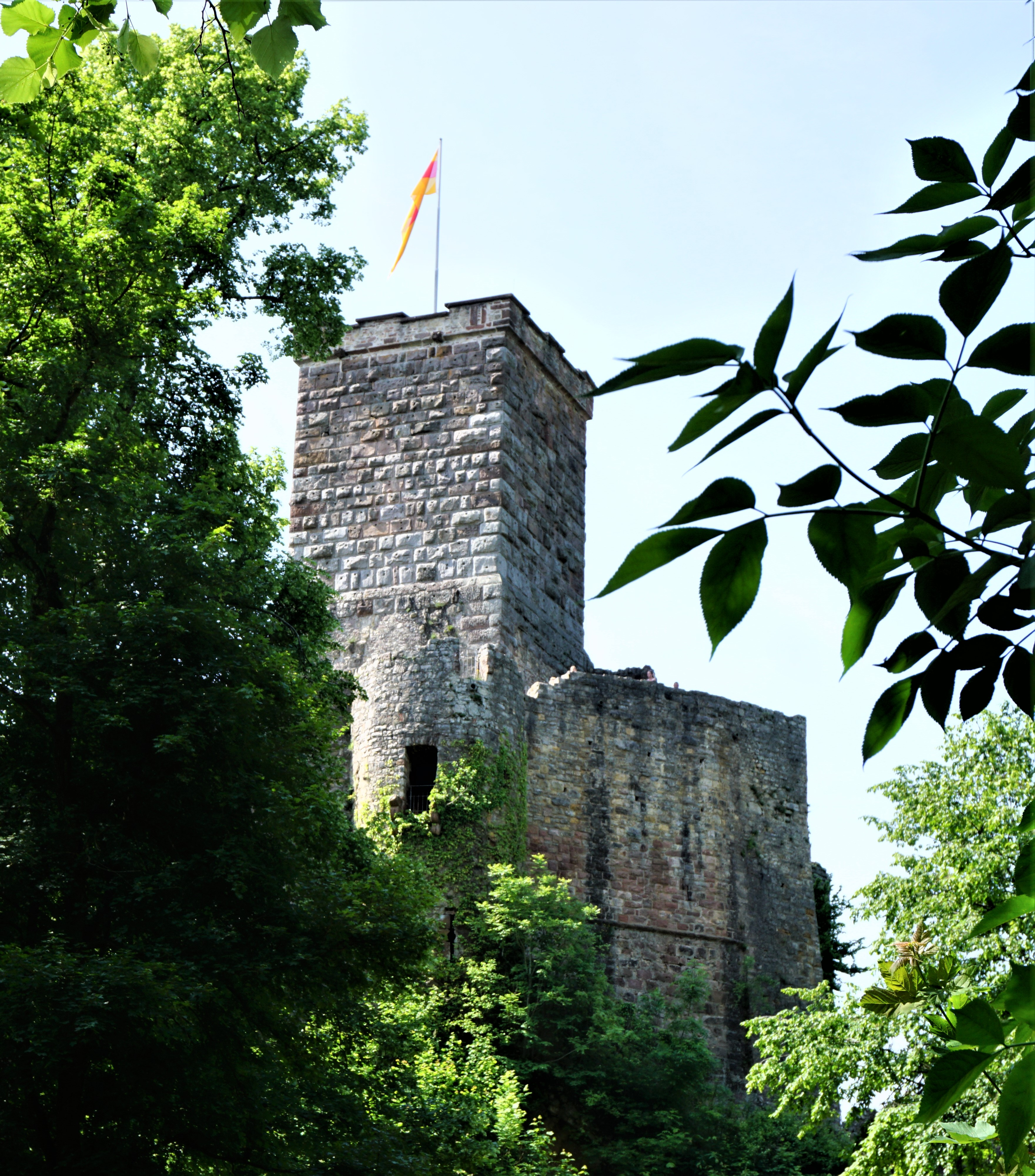
Bergfried der Burg Rötteln – hier wurde der Sage nach der Knecht Gotthold hinuntergeworfen.

Der Roman spielt in der Zeit von 1332 bis 1363. Die Protagonisten sind die charakterlich ungleichen Brüder Rudolf und Otto von Hachberg-Sausenberg, die Papke auf der Basis der historischen Personen, Rudolf II. von Hachberg-Sausenberg und Otto I. von Hachberg-Sausenberg ausgestaltete.
Die beiden hatten 1318 ihren verstorbenen Bruder Heinrich beerbt, der seinerseits erst zwei Jahre zuvor (1316) die Herren von Rötteln beerbte, wodurch sich das von seiner Familie beherrschte Territorium mehr als verdoppelte. Sie verlegten ihren Stammsitz von der Sausenburg in die Burg Rötteln, woraus sich auch die teilweise verwendete Namensgebung Markgrafen von Sausenberg-Rötteln erklärt.
Papke hat die Sage von der Hexe von Binzen in den Roman eingewoben. Otto I. von Hachberg-Sausenberg erhielt dabei die Rolle des jähzornigen Wüterichs zugewiesen, der seinen alten, treuen Knecht Gotthold vom Bergfried werfen lässt, weil der den Lieblingshund des Markgrafen beim Versuch diesen abzuwehren, verletzt hatte. Der Ruf des Markgrafen Otto leidet, seine Frau Katharina stirbt. Als Otto in der Basler Adelsstube zur Mucke vom Bürgermeister wegen seiner Untat getadelt wird, stellt er diesem nach und erschlägt ihn. Basel sagt daraufhin den Röttlern die Fehde an und belagert die Burg. Vor größeren Kämpfen gelingt es dem Stadtadel einen Vergleich herbeizuführen, was vor allem dem Ansehen des Markgrafen Rudolf zugeschrieben wird. Nun nimmt Papke wieder den Faden der Sage von der Hexe von Binzen auf. Otto von Hunoltstein, der Verlobte von Markgraf Ottos Tochter Hildegardis kommt inkognito als fahrender Spielmann auf die Burg Rötteln. Die beiden wurden als Kinder verlobt und kennen sich nicht. Otto will seine und Hildegardis wahre Gefühle testen. Beide verlieben sich ineinander und es kommt zu heimlichen Treffen im Wald. Dabei werden sie von Gertraud, der Witwe des getöteten Gotthold beobachtet. Gertraud lebt seit dem Tod ihres Mannes als Kräuterhexe im Röttler Wald bei Binzen und sinnt auf Rache an Markgraf Otto. Sie verrät Otto den Treffpunkt der Liebenden und dieser tötet den vermeintlichen Spielmann, der sich an einer Markgrafen-Tochter, vergeht mit dem Schwert. Hildegardis wirft sich dazwischen und wird vom Vater zur Seite gestoßen – sie fällt unglücklich mit dem Kopf auf einen Stein und stirbt ebenfalls.
Ruprecht von Hunoltstein will seinen Sohn rächen und gelangt mit Hilfe der Hexe durch den unterirdischen Gang in die Burg. Dort lässt er aber die Hexe wegen ihrer bösartigen Intrigen verhaften und begnügt sich damit den Markgrafen Otto mit einer Scheinhinrichtung (vorgespielter Sturz vom Bergfried) gründlich zu erschrecken und sich mit dessen Bruder Markgraf Rudolf zu versöhnen. Markgraf Otto erkrankt schwer und begibt sich dann auf eine Wallfahrt nach Palästina. Markgraf Rudolf heiratet Katharina von Thierstein. Markgraf Otto findet in Galiläa Vergebung und kehrt nach Rötteln zurück, wo gerade die Tauffeier von Markgraf Rudolfs Erstgeborenem, Rudolf, stattfindet. Markgraf Otto kommt langsam zur Ruhe und heiratet nochmals. Die Pest, Judenverfolgungen und das Basler Erdbeben werden skizziert – Markgraf Ottos Frau und Markgraf Rudolf sterben, aber die Geschichte endet mit dem freudigen Ereignis der Doppelhochzeit der beiden Kinder des Markgrafen Rudolf.

## Personen der Handlung

### Familie der Markgrafen von Sausenberg-Rötteln im Roman
1. Rudolf I. von Hachberg-Sausenberg ⚭ Agnes von Rötteln[Anm. 8]
  1. Heinrich von Hachberg-Sausenberg
  2. Rudolf II. von Sausenberg-Rötteln ⚭ Katharina von Thierstein
    1. Rudolf III. von Sausenberg-Rötteln ⚭ Adelheid von Lichtenberg
    2. Agnes ⚭ Burkhard Senn von Buchegg[Anm. 9]

  3. Otto von Sausenberg-Rötteln auch Hachberg-Sausenberg-Rötteln ⚭ 1. Hildegund von Nidenau, Ottos erste Ehefrau[Anm. 10]   2. Katharina von Grandson, Ottos Frau; Hochzeit 1330/31; 3. Elisabeth von Straßburg, Tochter des Ritters Simmers[Anm. 11]
    1. Hildgardis, Ottos Tochter aus erster Ehe[Anm. 12]

### Familie der Markgrafen von Hachberg-Sausenberg – historisch
1. Rudolf I. (Hachberg-Sausenberg) († 1313), Markgraf von Hachberg-Sausenberg, ⚭ Agnes von Rötteln
  1. Heinrich (Hachberg-Sausenberg) (1300–1318), Markgraf von Hachberg-Sausenberg
  2. Rudolf II. (Hachberg-Sausenberg) (1301–1352), Mitmarkgraf von Hachberg-Sausenberg, ⚭ Katharina von Thierstein
    1. Rudolf III. (Hachberg-Sausenberg) (1343–1428), Markgraf von Hachberg-Sausenberg, ⚭ 1. Adelheid von Lichtenberg, ⚭ 2. Anna von Freiburg-Neuenburg
    2. Agnes († um 1405), ⚭ Freiherr Burkhard II. von Buchegg († 1365)

  3. Otto I. (Hachberg-Sausenberg), Mitmarkgraf von Hachberg-Sausenberg, ⚭ 1. Katharina von Grandson, ⚭ 2. Elisabeth von Strassberg († 1352)

### Sonstige Personen
- Baden, Markgrafen von – diverse historische Personen.[Anm. 13]
- Bärenfels aus Grenzach – fiktive Person mit Bezug zum Geschlecht derer von Bärenfels.
- Basel, Bischof von
  - Bischof Johann = Johann von Chalon-Arlay, Bischof von Basel 1325 bis 1328 und Administrator des Bistums von 1328 bis 1335 – historische Person.
  - Bischof Johann Senn von Münsingen, Bischof von Basel 1335 bis 1365 – historische Person.
- Eptinger Herr aus Pratteln – fiktive Person mit Bezug zum Geschlecht derer von Eptingen.[5]
- Falkenstein, Freiherr von – fiktive Person mit Bezug zum Geschlecht derer Falkenstein.[6]
- Froburg, der junge Graf von – fiktive Person mit Bezug zum Geschlecht der Grafen von Frohburg.
- Geroldseck, Walter von; Wegelagerer und Raubritter – historische Person.
- Gotthold der getötete Knecht – fiktive Person.
- Gertraud die Witwe des getöteten Knechts Gotthold = die Hexe von Binzen – fiktive Person.
- Hasenburg, Freiherr von – fiktive Person mit Bezug zum Geschlecht derer Falkenstein.[7]
- Homburg, Graf von – fiktive Person mit Bezug zum Geschlecht der Grafen von Thierstein.
- Hunoltstein, Anna von; Schwester des Otto – fiktive Person.
- Hunoltstein, Otto von; der Verlobte von Hildegardis – fiktive Person.
- Hunoltstein, Ruprecht von – fiktive Person.[Anm. 14]
- Kämmerer – fiktive Person mit Bezug zum Geschlecht der Basler Familie Kämmerer.[8]
- Marschalke – fiktive Person mit Bezug zum Geschlecht der Marschalk von Basel.[9]
- Othmar, Pater vom Augustinerkloster, Basel – fiktive Person.
- Philippus, Eremit am See Tiberias in Galiläa – fiktive Person.
- Pfirt, der ältere Graf von – fiktive Person.[Anm. 15]
- Ramstein, Burkhard Werner von; Bürgermeister von Basel – historische Person.
- Reich von Reichenstein – fiktive Person mit Bezug zum Geschlecht der Reich von Reichenstein.
- Reinach, Bernhard von; Burgvogt – fiktive Person mit Bezug zum Geschlecht derer von Reinach.
- Reinach, Sybille von; Ehefrau des Burgvogts – fiktive Person mit Bezug zum Geschlecht derer von Reinach.
- Rhin, ze – fiktive Person mit Bezug zum Geschlecht derer zu Rhein.[10]
- Rötteln, Otto von; im Roman auch als Großvater des Rudolf von Hachberg-Sausenberg genannt – historische Person.
- Rötteln, Lutold von – historische Person.
- Schaler – fiktive Person mit Bezug zum Geschlecht der Schaler.[11]
- Straßburg, Elisabeth von, Tochter des Ritters Simmers – historische Person[Anm. 16]
- Thierstein, Agnes von; geborene von Aarburg, Frau des Walram und Mutter der Katharina – historische Person[Anm. 17]
- Thierstein, Katharina von, Tochter des Walram von Thierstein – historische Person.
- Thierstein, Walram von gemeint ist Graf Walram II. von Thierstein-Pfeffingen – historische Person.
- Wohlhusen, Truchseß von; aus Bettingen – fiktive Person.[12][Anm. 18]

## Orte der Handlung
- Akko
- Basel
  - Aeschenentor
  - Albantor
  - Rheintor
  - Totengässlein Basel
  - Zur Mucke am Schlüsselberg in Basel[13]
- Belchen
- Bettingen
- Blauen
- Brombach
- Chrischona
- Eichenbuck – Gewannname auf der Gemarkung Kandern in der Nähe der Sausenburg
- Galiläa
- Grenzach
- Haagen
- Helvetisches Oberland
- Homburg
- Jura
- Liestal
- Lörrach
- Olten
- Pfeffingen, Schloss
- Pratteln
- Riehen
- Rötteln, Burg
- Sausenburg
- Sausenhard – Gewannname auf der Gemarkung Kandern in der Nähe der Sausenburg
- Schauenburg
- See Tiberias
- Sitzenkirch, Kloster
- Wartenberg

## Begriffserklärungen
- absolviert – (lateinisch absolvere „loslösen“, „freisprechen“) bedeutet bei Papke die Vergebung einer Sünde nach der Beichte; veraltet für Absolution erteilt.
- Edelsteinagraffe – Ornament aus Edelsteinen
- Gewerfe – Wurfmaschine zum Beschießen des Gegners mit Steinkugeln, Unrat u. dgl.[14]
- Gürtelmagd – Kammerjungfer oder Zofe[15]
- Markgräfler, der edle – Weißwein aus Trauben der Rebsorte Gutedel, die damals die dominierende Sorte im Markgräflerland war.
- der schwarze Tod – wird eine der verheerendsten Pandemien der Weltgeschichte bezeichnet, die in Europa zwischen 1346 und 1353 geschätzt 25 Millionen Todesopfer – ein Drittel der damaligen Bevölkerung – forderte.
- Springolf – ein mittelalterliches Torsionsgeschütz.[16]
- Wappen – Papke beschreibt das Röttler Wappen mit annähernd richtiger Blasonierung: „geteilter Schild mit einem wachsenden roten Löwen auf goldenem Feld in der oberen Hälfte, in der unteren auf silbernem Querbalken blaue und weiße Eisenhütlein auf blauem Grund.“ Die Markgrafen von Hachberg-Sausenberg führten aber als Nebenlinie des Hauses Baden das badische Wappen, das man auch über dem Tor zur Oberburg auf Burg Rötteln sieht. Auch der Titel der Buchauflagen von 1930 und 1959 zeigt das Röttler Wappen, das hier eigentlich nicht am Platz ist.
- Vulgata – die im Mittelalter verbreitete lateinische Fassung der Bibel.
- Zelter – im Mittelalter ein leichtes Reitpferd oder Maultier, das den besonders ruhigen und für den Reiter bequemen Zeltgang (die Spezialgangarten Pass und Tölt als einseitigem Schritt) beherrschte.

## Ausgaben
Der Roman wurde 1930 vom Heinrich Majer Verlag in Basel herausgegeben. Der Untertitel lautete Eine historische Erzählung aus dem Markgräfler Land. Nach der 2. Auflage bei Majer (1959) übernahm 1962 die Evangelische Buchgemeinde Stuttgart die nächste Auflage. Von 1979 bis 1999 erschienen vier weitere Auflagen beim Christlichen Verlagshaus in Stuttgart. Der Roman erreichte eine Gesamtauflage von 25.000 Stück und blieb damit deutlich unter der Gesamtauflage des 20 Jahre früher erschienenen Vorgängerromans Die Letzten von Rötteln (85.000).